# Kadastraal inkomen
Het kadastraal inkomen (afgekort KI) is een term die gebruikt wordt in de Belgische belastingwetgeving. Oorspronkelijke was het ki gelinkt met het geschat huurinkomen van het pand. Door een uitblijvende herziening van het KI is dit niet meer het geval. Het (geïndexeerde) kadastraal inkomen vormt de basis voor de inning van de gewestelijke onroerende voorheffing en de provinciale en gemeentelijke opcentiemen, en voor het bepalen van het onroerend inkomen als heffingsgrondslag voor de federale personenbelasting.

## Bepaling
Het kadastraal inkomen is het geschatte, gemiddelde normale netto-inkomen van het jaar 1975 van een in België gelegen kadastraal onroerend goed. Dit kan een stuk grond of een gebouw zijn. Van elk huis wordt er een schatting gemaakt hoeveel dit zou opbrengen als men het zou verhuren. Daarbij wordt onder meer rekening gehouden met de bewoonbare oppervakte, de ligging, de aanwezigheid van een tuin enz.
De Federale Overheidsdienst Financiën, Algemene Administratie van de Patrimoniumdocumentatie (al dan niet op verzoek van de eigenaar) kan het kadastraal inkomen aanpassen als er wijzigingen opgetreden zijn, bijvoorbeeld bij verbouwing of bij opsplitsing van een perceel. Het bepalen van het kadastraal inkomen is een exclusieve bevoegdheid van de Federale Overheidsdienst Financiën. 

### Tienjaarlijkse herziening (perequatie)
De wet van 1975 voorzag in een tienjaarlijkse bijwerking van het KI, de zogenaamde perequatie. 
De algemene perequatie van de kadastrale inkomens is een regelmatige procedure van herziening van de kadastrale waarden die de administratie om de tien jaar moet uitvoeren (art 487 WIB). Deze operatie heeft sinds de perequatie van 1980 (uitgevoerd op basis van de in 1975 vastgestelde waarden) niet meer plaatsgevonden. De algemene perequatie werd drie keer bij wet uitgesteld. Het leidt ertoe dat de waarde van het KI niet meer gelinkt is met het oorspronkelijk voorziene netto-inkomen dat verwacht kan worden.

### Jaarlijkse indexatie
Om aan de politiek gevoelige perequatie te ontkomen worden als alternatief worden sinds 1990 (aanslagjaar 1991) de kadastrale inkomens aangepast aan de inflatie en elk jaar geïndexeerd op basis van de consumptieprijzenindex. Schematisch is de algemene perequatie gebaseerd op de huurwaarde van de goederen. Naar aanleiding van de perequatie van 1980, gebaseerd op de huurbedragen van 1975, heeft de administratie de verhuurde goederen geïnventariseerd om de voornaamste kenmerken ervan te definiëren en ze in specifieke categorieën onder te brengen.
- Het indexcijfer voor aanslagjaar 2021 bedraagt 1,8630.
- Het indexcijfer voor aanslagjaar 2022 bedraagt 1,9084.
- Het indexcijfer voor aanslagjaar 2023 bedraagt 2,0915.

### Impact belastingen
Het kadastraal inkomen is geen belasting op zich, maar vormt de basis om andere belastingen te berekenen:
- Voor Belgische onroerende goederen vormt het KI de basis voor de onroerende voorheffing. Deze bestaat in de eerste plaats uit de gewestelijke belasting die u jaarlijks moet betalen. Op hun beurt innen de meeste steden, gemeenten en provincies op deze basisheffing nog opcentiemen. Het totaal van deze drie bedragen vormt de onroerende voorheffing.
- Voor buitenlandse en Belgische onroerende goederen dient het KI om de onroerende inkomsten in de federale personenbelasting te bepalen.

Tot de wetswijzing van 17 februari 2021 werd er rekening gehouden met de kosten die de houder van het onroerend goed in het buitenland heeft. Dit is sindsdien niet langer het geval.
Daarnaast bestaan er ook kadastrale inkomens voor "materieel en outillage" (onroerende machines en installaties). Deze worden in steeds ruimere mate vrijgesteld van belasting. Het kadastraal inkomen wordt per kadastraal perceel bepaald door de Federale Overheidsdienst Financiën, Algemene Administratie van de Patrimoniumdocumentatie (voorheen het kadaster).

### Verplichte aangifte van een nieuwbouw, aanbouw of verbouwing
Omdat verbouwingen het kadastraal inkomen kunnen verhogen is elke eigenaar, bezitter, erfpachter, opstalhouder, vruchtgebruiker) verplicht om zelf bij de Federale Overheidsdienst Financiën, Algemene Administratie van de Patrimoniumdocumentatie aangifte te doen van alle situaties die het kadastraal inkomen kunnen beïnvloeden hetzij: 
1) een nieuwbouw, verbouwing of wijziging aan een Belgisch onroerend goed en dit binnen de dertig dagen na:
- de ingebruikneming of de verhuring, indien deze de ingebruikneming voorafgaat, van de nieuw opgerichte of herbouwde onroerende goederen; de installatie van een carport, de aanleg van een zwembad in de tuin
- de voltooiing van de werken aan de gewijzigde gebouwde onroerende goederen; vb. de verbouwing van een zolder tot slaapkamer met dakvensters
- de verandering in de wijze van exploitatie, de omvorming of de verbetering van ongebouwde onroerende goederen;
- de ingebruikstelling van nieuw of toegevoegd materieel of outillage, alsook de wijziging of de definitieve buitengebruikstelling van materieel of outillage.

2) de verwerving, verkoop, nieuwbouw, verbouwing of wijziging van een buitenlands onroerend goed.
Als de verbouwwerken zorgen voor een huurwaarde die minstens 15% is gestegen, dan zal in principe ook het kadastraal inkomen worden aangepast. In de praktijk worden de belastingplichtigen geacht deze renovaties zelf bij de overheid aan te geven, op straffe van een fiscale boete tussen de 1.000 en 3.000 euro. Bij de actieve controle hierop kijkt de fiscus aandachtig naar o.m. immosites, of maakt het gebruik van Google Street View.
In een circulaire over de regels voor herschatting van het kadastraal inkomen kregen de ambtenaren van het kadaster de richtlijn dat "Werken die prioritair kaderen in de noodzaak om energiebesparingen te doen" van herziening uitgesloten worden, zoals vervanging van cv-ketels, zonneboilers en zonnepanelen, dubbelglas of driedubbel glas, dakisolatie en thermostatische kranen.

## Kritiek
De belangrijkste kritiek op het kadastraal inkomen is verbonden met het uitblijven van de tienjaarlijkse herziening.
Een eerste gevolg is dat het KI in de meeste gevallen lager is dan oorspronkelijk bedoeld. Verhuurders genieten zo van een artificieel lage belastingdruk: gemiddeld gezien zou het ki dubbel zo hoog moeten zijn.
Volgens een onderzoek van de Universiteit Gent uit 2017 ervaren de Belgen de onroerende voorheffing, met het KI als heffingsgrondslag, als de onrechtvaardigste vorm van belastingen. Het KI geeft immers een beeld van de waarde van vastgoed in het jaar 1975. Bepaalde wijken zijn sindsdien verloederd (bijv. Molenbeek) maar hebben nog steeds een hoog ki. Andere regio's zijn daarentegen fors in waarde gestegen (bijv. delen van Sint-Martens-Latem), zonder dat dit zich uit in KI.
Bovendien maakte België betreffende de inkomstenbelasting ook lange tijd (tot 2021) een onderscheid tussen de in België gelegen onroerende goederen en de in het buitenland gelegen onroerende goederen. Deze ongelijke, als discriminerend beoordeelde fiscale behandeling was jarenlang een doorn in het oog van diverse Europese instanties, zie infra.
Toen de fiscale wetswijziging van 2021 ook het KI van buitenlands vastgoed als heffingsgrondslag hanteerde voor de berekening van de federale personenbelasting rezen voor de Belgische belastingplichtige bijkomende praktische problemen om de huurwaarde van dat onroerend goed in 1975 te bepalen en aan te geven.

## Rechtspraak Hof van Justitie
Op 11 september 2014 wees het Europees Hof van Justitie van de Europese Unie voor het eerst een arrest waarin het Hof een ongelijke behandeling vaststelde tussen personen die inkomsten verkrijgen uit in België gelegen onroerende goederen enerzijds, waarvoor de (lagere) forfaitare belastingberekening gebeurt op basis van het kadastraal inkomen, en personen die inkomsten verkrijgen uit in het buitenland gelegen onroerende goederen, die (hoger) werden belast op basis van het reëel bruto-inkomen (m.a.w. de werkelijke huurwaarde of, indien het werd verhuurd, de jaarlijkse, daadwerkelijk verkregen netto-huuropbrengst), anderzijds. Volgens het Hof vormt deze ongelijke behandeling een inbreuk op het vrij verkeer van kapitaal.
Op 12 december 2018 werd België voor hetzelfde opnieuw veroordeeld door het Hof. Hierop stelde de Europese Commissie België in gebreke om de wet aan te passen. België bleef echter stilzitten en kreeg zware boetes opgelegd. In aanvulling van het arrest van 2018 werd België op 12 november 2020 veroordeeld tot het betalen van een dwangsom.

## Fiscale wetswijziging (2021)
Om aan de kritiek van het Europees Hof van Justitie inzake discriminatie tegemoet te komen kwam onder impuls van Minister van Financiën Vincent Van Peteghem de Belgische wet van 17 februari 2021 tot wijziging van artikel 471 WIB 1992 tot stand. Vanaf het aanslagjaar 2022 zullen in het buitenland gelegen onroerende goederen aan dezelfde belastingregeling worden onderworpen als de in België gelegen onroerende goederen. Voortaan zullen ook deze goederen, op enkele uitzonderingen na, worden belast op basis van het kadastraal inkomen, d.w.z. op forfaitaire basis.